# Kleine Antillen-Langzungenfledermaus

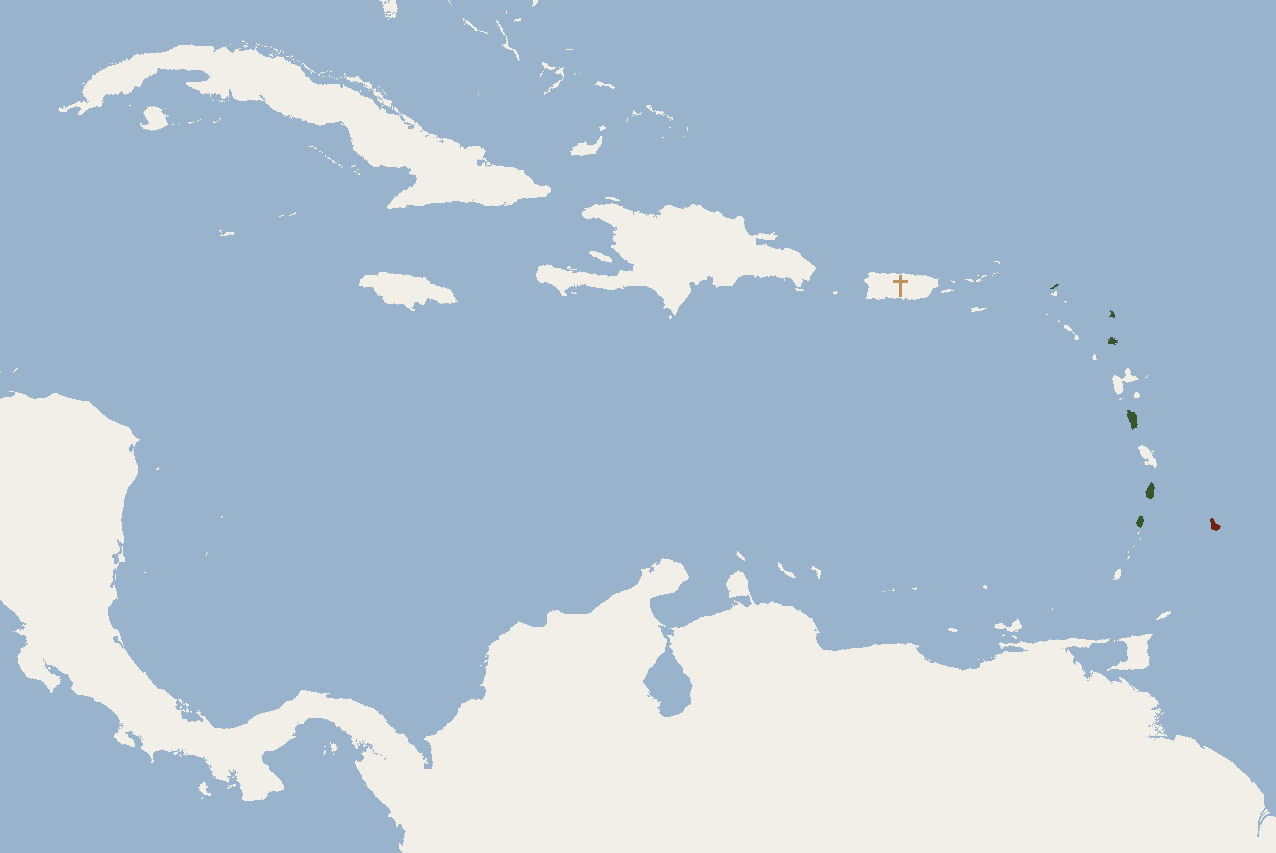
Verbreitungsgebiet der Kleine Antillen-Langzungenfledermaus

Die Kleine Antillen-Langzungenfledermaus oder Kleine-Antillen-Blattnase (Monophyllus plethodon) ist ein auf den Kleinen Antillen verbreitetes Fledertier in der Familie der Blattnasen. Sie bildet zusammen mit der Große Antillen-Langzungenfledermaus (Monophyllus redmani) die Gattung Monophyllus. Das Typusexemplar stammt von Barbados. Das Verbreitungsgebiet reichte früher bis Puerto Rico, was durch Fossilfunde belegt ist.

## Merkmale
Wie beim anderen Gattungsvertreter kommt eine längliche Schnauze und eine sehr lange Zunge vor. Die Art ist ohne Schwanz 67 bis 84 mm lang, die Schwanzlänge beträgt 8 bis 16 mm, das Gewicht liegt bei 12,5 bis 17 g und die Hinterfüße erreichen etwa 13 mm Länge. Es sind 39 bis 46 mm lange Unterarme vorhanden und die 14 bis 15 mm langen Ohren ragen nach oben. An der Nasenspitze befindet sich ein kleines Nasenblatt. Die Kleine Antillen-Langzungenfledermaus hat braunes bis gelbbraunes Fell und die Zahnformel lautet I 2/2, C 1/1, P 2/3, M 3/3, was 34 Zähne im Gebiss ergibt. Die Kronen der Molaren haben eine W-Form.

## Verbreitung und Lebensweise
Die Fledermaus kommt auf fast allen Inseln der Kleinen Antillen von Anguilla bis St. Vincent und Barbados vor. Sie erreicht eine Höhe von 550 Metern und lebt in fast allen Habitaten der Inselgruppe, wie Wälder, trockene Buschflächen und Plantagen. Wichtiger ist vermutlich das Vorhandensein von geeigneten Höhlen in Ravinen oder an der Küste.
Zur Nahrungssuche werden oft Plantagen mit Bananen, Kakao und Zuckerrohr besucht. Die Art ist auch aus tropischen Regenwäldern bekannt. Auf kleinen Inseln können Populationen nach einem Hurrikan zeitweilig verschwinden. Vermutlich besteht die Nahrung, wie beim anderen Gattungsmitglied, aus Nektar. Weibchen haben ein Neugeborenes pro Wurf. Auf Montserrat waren Weibchen im Januar trächtig und auf Dominica wurden trächtige Weibchen im März und April registriert.

## Gefährdung
Zeitweilig können sich Wirbelstürme negativ auswirken. Weitere Bedrohungen sind Störungen an den Verstecken durch Bergbau oder Tourismus. Die IUCN listet die Kleine Antillen-Langzungenfledermaus aufgrund einer vermutet großen Gesamtpopulation als nicht gefährdet (least concern).